# Televizija 5
Televizija 5 o TV 5 HD es un canal de televisión comercial por cable local bosnio con sede en Sarajevo. La producción empezó en 2013, y la estación de televisión se estableció en 2016, y transmite programas religiosos y educativos. El programa se produce principalmente en idioma bosnio en alta definición.
El canal se lanzó con el objetivo de ofrecer un contenido más apto y más relacionado con los valores de la religión, en contraste con el contenido que se encontraba en ese entonces.